# Ричард Адамс
Ричард Джордж Адамс (на английски: Richard George Adams) е английски писател.

## Биография и творчество
Завършва Устър Колидж в Оксфордския университет през 1948 г. Работи като държавен служител до 1974 г., след което започва да се занимава само с писане.
Известен е най-вече с двата си романа с герои животни „Хълмът Уотършип“ („Watership Down“, 1972) и „Чумави кучета“ („The Plague Dogs“, 1977).

### Самостоятелни романи
- Watership Down (1972)
Хълмът Уотършип, изд. „Идеяконсулт“ (2008), прев. Илиян Желязков, ISBN 978-954-92190-1-2)
- The Tyger Voyage (1976)
- The Plague Dogs (1977)
- The Girl in a Swing (1980)
- The Legend of Te Tuna (1982)
- Traveller (1988)
- The Outlandish Knight (1999)
- Daniel (2006)

### Серия „Империя Беклан“ (Beklan Empire)
1. Shardik (1974)
2. Maia (1984)

### Сборници
- The Unbroken Web (1980)
- The Iron Wolf (1980)
- Tales from Watership Down (1996)

### Документалистика
- Nature Through the Seasons (1975)
- Nature Day and Night (1978)
- Voyage Through the Antarctic (1982) – с Роналд Локли
- A Nature Diary (1985)
- The Day Gone By (1990) – автобиография
- Antarctica (1990)